# Elecciones parlamentarias de Jordania de 2020
Las elecciones parlamentarias de Jordania de 2020 se llevaron a cabo el día 10 de noviembre de 2020.

## Resultados
| Partido                          | Votos     | %      | Escaños |
| -------------------------------- | --------- | ------ | ------- |
| Independientes                   |           |        | 118     |
| Partido Centro Islámico          |           |        | 5       |
| Frente de Acción Islámica        |           |        | 5       |
| Partido del Frente Unido Jordano |           |        | 1       |
| Partido de la Lealtad Nacional   |           |        | 1       |
| Votos en blanco o nulos          |           |        |         |
| Total                            |           | 100,00 | 130     |
| Padrón electoral                 | 4,647,835 |        |         |
| Fuente: IPU, KAS                 |           |        |         |